# Barcella
Barcella é um género botânico pertencente à família Arecaceae.

## Espécies
- Barcella odora[2][3]